# 石山口水库
石山口水库位于中国河南省信阳市罗山县，是以防洪、灌溉为主，结合发电、养殖及城市供水等功能的大（二）型水库。
2006年-2009年实施除险加固工程，总投资8600万元。
库区设有国家级森林公园和省级风景名胜区信阳灵山风景名胜区。